# HMS Rodney (1809)
Pour les autres navires du même nom, voir HMS Rodney.
Le HMS Rodney est un Navire de ligne de troisième rang de 74 canons de la Royal Navy, lancé le 8 décembre 1809 à Deptford.
Le chantier naval souffrait d'une pénurie de bois sec au moment de la construction de Rodney. En conséquence, la coque a été construite à partir de bois non séché qui a rapidement rétréci et pourri lorsqu'elle a été exposée à l'eau de mer. Après seulement trois ans en mer, toutes les fixations de la coque avaient cédé et le Rodney a été renvoyé à Deptford pour déclassement. 
En 1827, il a été rasé en un navire de 50 canons, et en 1836, le Rodney a été vendu hors la Navy.  
En service commercial, le Rodney est entré en collision avec le bateau à vapeur britannique Thames à La Havane, Cuba, le 11 octobre 1846, détruisant sa pinasse, et il a été conduit à terre,.